# Сапри
Са̀при (на италиански: Sapri) е пристанищно градче и община в Южна Италия, провинция Салерно, регион Кампания. Разположено е на брега на Тиренско море. Населението на общината е 7038 души (към 2010 г.).